# Lasius paralienus
Lasius paralienus es una especie de hormiga del género Lasius, tribu, Lasiini, orden Hymenoptera. Fue descrita por Seifert en 1992.

## Distribución
Se distribuye por Turquía, Andorra, Austria, Bosnia y Herzegovina, Bulgaria, Croacia, República Checa, Francia, Alemania, Grecia, Hungría, Italia, Macedonia, Montenegro, Polonia, Rumania, Rusia, Eslovenia, España, Suecia y Suiza.

## Hábitat
Habita en praderas, bosques caducifolios, debajo de piedras y rocas y nidos. Se ha encontrado a elevaciones de 5-1642 metros.